# 17402 Valeryshuvalov
17402 Valeryshuvalov este un asteroid din centura principală de asteroizi.

## Descriere
17402 Valeryshuvalov este un asteroid din centura principală de asteroizi. A fost descoperit pe 20 octombrie 1985 la Stația Anderson Mesa de Edward L. G. Bowell. Asteroidul prezintă o orbită caracterizată de o semiaxă mare de 2,43 ua, o excentricitate de 0,17 și o înclinație de 8,9° în raport cu ecliptica.